# Leeds United AFC säsongen 1968/1969
Leeds United AFC vann för första gången någonsin mästerskapet i det engelska ligasystemets högsta nivå, Division 1 säsongen 1968/1969. Lagets prioritet denna säsong var att vinna ligan och därmed rönte de mindre framgång i cupspelet där de blev utslagna redan i den inledande tredje  omgången i FA-cupen samt i fjärde omgången av både ligacupen och UEFA-cupen.
Leeds spelade mer offensivt än tidigare, speciellt på bortaplan, spelade lika stabilt under hela säsongen utan att ha några svackor och vann ligan på nytt poängrekord för division 1. Ligasegern grundlades mot slutet av januari då Leeds vann sju ligamatcher i följd, därmed gick ifatt och förbi Liverpool för att slutligen vinna ligan med sex poängs marginal. Laget avslutade ligsäsongen med att spela 28 matcher i följd utan förlust, på nytt poängrekord (67) och med enbart två förluster under ligasäsongen. Titeln säkrades i näst sista omgången då laget spelade 0–0 borta mot starkaste konkurrenten Liverpool och där laget efter matchen fick stående ovationer från publiken inklusive sektionen med Liverpools berömda "The Kop".
Fyra av lagets nyckelspelare, lagkaptenen Billy Bremner, försvararna Paul Reaney och Norman Hunter samt målvakten Gary Sprake, spelade samtliga ligamatcher (dvs 42) under säsongen.

## Säsongssammanfattning
Inför säsongen hade managern Don Revie aviserat en offensivare fotboll där spelarna gavs mer frihet att improvisera. Speciellt gällde det i lagets bortamatcher med målet att ta fler poäng och vinna fler matcher på bortaplan samt tvätta bort stämpeln som ett sterotypt och tråkigt lag. Med i stort sett samma lag som året innan vunnit Ligacupen och Mässcupen så hade man anammat spelsystemet 4-5-1 med Mick Jones som ensam forward på topp. Det var Jones andra säsong i laget och nu började hans tyngd och löpstyrka ge resultat, han gjorde flest mål i laget men skapade framför allt målchanser för mittfältspelarna. Leeds inledde säsongen med att vinna de fyra inledande ligamatcherna och gå upp i serieledning samtidigt som de spelade de avgörande finalmatcherna i Mässcupfinalen 1968 mot ungerska Ferencváros från föregående säsong. Laget vann finalen efter att ha vunnit hemmamatchen med 1-0 och spelat 0-0 borta.  
Den 31 augusti mötte Leeds Liverpool FC på Elland Road i en tidig seriefinal och gick segrande ur striden genom att vinna med 1-0. Då laget i slutet av september besegrade Arsenal hemma med 2-0 gick de återigen upp i serieledning, men en oväntad förlust borta mot Burnley med hela 1-5 inledde en svit på fyra matcher i rad utan seger och resulterade i en tredjeplats i tabellen. Under samma period förlorade ett reservbetonat Leeds borta mot Crystal Palace med 1-2 i ligacupens fjärde omgång och därmed var de regerande ligcup-mästarna utslagna. 
I Mässcupen vann Leeds mot SSC Napoli på slantsingling efter att båda lagen vunnit sina respektive hemmamatcher med 2-0 och därmed 2-2 sammanlagt. Laget förlorade därefter sensationellt hemma mot Sheffield Wednesday FC med 1-3 i FA-cupens tredje omgångens omspel after att första matchen borta slutat 1-1. Det blev signalen till en uppryckning och en period då laget gick upp i ligaledning efter att ha vunnit sju ligamatcher i följd, en ledning som laget aldrig släppte utan de avslutade ligaspelet med 28 matcher i följd utan förlust.
Leeds ledde ligan i början av april då ligasäsongen gick in i sin avslutande månad. Deras matchprogram under avslutningen var svårt då de bland annat skulle möta samtliga av sina starkaste konkurrenter på bortaplan och det var nu ligasegern säkrades genom att inte förlora någon av matcherna. De började med att vinna den svåra bortamatchen mot ligafyran Arsenal med 2-1 den 12 april, strax därefter (22 april) spelade de oavgjort (0-0) borta mot ligatrean Everton innan de ställdes mot ligatvåan och svåraste konkurrenten i form av  Liverpool på bortaplan i den näst sista ligaomgången den 28 april. Förutsättningarna innan matchen var att Leeds skulle säkra ligamästerskapet om de spelade oavgjort eller vann, den täta matchen slutade oavgjord 0–0 och därmed var Leeds klara mästare. Efter matchen blev spelarna hyllade av publiken som värdiga mästare, även av Liverpools berömda "The Kop".
Laget avslutade ligasäsongen med att spela 28 matcher i följd utan förlust och vann därmed sitt första ligamästerskap någonsin, på nytt poängrekord (67) för division 1 och efter enbart två förluster av 42 spelade matcher (ligarekord).

## Ligatabell (summering)
Sluttabell i Engelska ligan division 1 säsongen 1968-1969.
| Nr | Lag                   | S  | V  | O  | F  | GM | IM | MS  | P  |
| -- | --------------------- | -- | -- | -- | -- | -- | -- | --- | -- |
| 1  | Leeds United AFC      | 42 | 27 | 13 | 2  | 66 | 26 | +40 | 67 |
| 2  | Liverpool FC          | 42 | 25 | 11 | 6  | 63 | 24 | +39 | 61 |
| 3  | Everton FC            | 42 | 21 | 15 | 6  | 77 | 36 | +41 | 57 |
| 4  | Arsenal FC            | 42 | 22 | 12 | 8  | 56 | 27 | +29 | 56 |
| 5  | Chelsea FC            | 42 | 20 | 10 | 12 | 73 | 53 | +20 | 50 |
| 6  | Tottenham Hotspurs FC | 42 | 14 | 17 | 11 | 61 | 51 | +10 | 45 |

|  | Engelska mästare och kvalificerade Europacupen för mästarlag säsongen 1969-1970. |
|  | Kvalificerade till Mässcupen 1969/1970.                                          |

## Spelare
Följande spelare ingick i truppen, kontrakterades, köptes och såldes under säsongen.

### Spelartrupp
| Nr | Land      | Pos | Namn                          |
| -- | --------- | --- | ----------------------------- |
| 1  | Wales     | MV  | Gary Sprake (Ålder: 23)       |
| 2  | England   | F   | Paul Reaney (24)              |
| 3  | England   | F   | Terry Cooper (24)             |
| 4  | Skottland | MF  | Billy Bremner (Lagkapten, 26) |
| 5  | England   | F   | Jack Charlton (33)            |
| 6  | England   | F   | Norman Hunter (25)            |
| 7  | Skottland | MF  | Peter Lorimer (22)            |
| 8  | England   | MF  | Paul Madeley (24)             |
| 9  | England   | A   | Mick Jones (23)               |
| 10 | Irland    | MF  | John Giles (28)               |
| 11 | Skottland | MF  | Eddie Gray (20)               |

| Nr | Land      | Pos | Namn                   |
| -- | --------- | --- | ---------------------- |
| 12 | Skottland | MV  | David Harvey (20)      |
| 8  | England   | A   | Mike O’Grady (26)      |
| -  | England   | A   | Jimmy Greenhoff (22)   |
| 8  | England   | A   | Rod Belfitt (23)       |
| 9  | England   | A   | Terry Hibbitt (21)     |
| 11 | Sydafrika | A   | Albert Johanneson (28) |
| -  | England   | MF  | Mick Bates (21)        |
| -  | Wales     | MF  | Terry Yorath (18)      |

Referens
 Positioner: A = Anfallare, MV = Målvakt, MF = Mittfältare, F = Försvarare. Spelarens ålder den 31 dec 1968 anges inom parentes ().

### Den vanligast förekommande laguppställningen
Den vanligast förekommande laguppställningen är baserad på lagets vanligaste spelsystem 4-5-1. De namngivna spelarna är de som spelade i respektive position flest gånger. 

### Spelartransaktioner

#### Nya spelare in
| Namn          | Nationalitet | Nr | Position | Ålder | Från (datum) | Summa | Notering |
| ------------- | ------------ | -- | -------- | ----- | ------------ | ----- | -------- |
| David Kennedy | England      | -  | F        | 17    | Ungdom       |       |          |
| Chris Gavlin  | England      | -  | A        | 16    | Ungdom       |       |          |

#### Spelare som lämnade
| Nr | Namn            | Nationalitet | Position | Ålder | I Leeds sedan | Matcher | Mål | Lämnar datum (till)              | Transfer | Notering |
| -- | --------------- | ------------ | -------- | ----- | ------------- | ------- | --- | -------------------------------- | -------- | -------- |
| 8  | Jimmy Greenhoff | England      | A        | 22    | 1 aug 1963    | 136     | 36  | 1 aug 1968 (Birmingham City FC)  | £70 000  |          |
| 9  | Rod Johnson     | England      | A        | 23    | 1 mar 1962    | 30      | 6   | 1 mar 1968 (Doncaster Rovers FC) | £5 000   |          |
| -  | Dennis Hawkins  | Wales        | A        | 20    | 1 okt 1964    | 4       | 2   | 1 okt 1968 (Shrewsbury Town FC)  | £10 000  |          |
| -  | Bobby Sibbald   | England      | F        | 20    | 1 jan 1965    | 2       | 0   | 1 feb 1969 (York City FC)        | Fri      |          |

### Främsta målgörare
| Namn          | Nat       | Pos | Mål Ligan | Mål FA-cupen | Mål Ligacupen | Mål Mässcupen | Mål Totalt | Notering |
| ------------- | --------- | --- | --------- | ------------ | ------------- | ------------- | ---------- | -------- |
| Mick Jones    | England   | A   | 14        | 0            | 2             | 1             | 17         |          |
| Peter Lorimer | Skottland | MF  | 09        | 1            | 0             | 3             | 13         |          |
| Mick O'Grady  | England   | MF  | 08        | 0            | 0             | 1             | 09         |          |
| John Giles    | Irland    | MF  | 08        | 0            | 0             | 0             | 08         |          |
| Billy Bremner | Skottland | MF  | 06        | 0            | 0             | 1             | 07         |          |

Innefattar enbart tävlingsmatcher under säsongen 1968/1969. 

### Lagkaptener
| Namn          | Nr | Nationalitet | Position | Matcher som kapten | Notering |
| ------------- | -- | ------------ | -------- | ------------------ | -------- |
| Billy Bremner | 4  | Skottland    | MF       | 42                 |          |

## Utmärkelser

### Årets Manager
- 1969 Don Revie blev efter säsongen utsedd till Årets Manager i England (han har totalt tilldelats priset tre gånger: 1969, 1970 och 1972)[5][6]

## Säsongens matchfakta
Nedan är statistik och matchfakta angående Leeds tävlingsmatcher under säsongen 1968/69.

### Tabellplacering under säsongen
Nedanstående tabeller visar Leeds United placering i Engelska ligan division 1 efter varje spelad ligamatch säsongen 1968/1969.
| Omgång    | 1 | 2 | 3 | 4 | 5 | 6 | 7 | 8 | 9 | 10 | 11 | 12 | 13 | 14 | 15 | 16 | 17 | 18 | 19 | 20 | 21 | 22 | 23 | 24 | 25 | 26 | 27 | 28 | 29 | 30 | 31 | 32 | 33 | 34 | 35 | 36 | 37 | 38 | 39 | 40 | 41 | 42 |
| --------- | - | - | - | - | - | - | - | - | - | -- | -- | -- | -- | -- | -- | -- | -- | -- | -- | -- | -- | -- | -- | -- | -- | -- | -- | -- | -- | -- | -- | -- | -- | -- | -- | -- | -- | -- | -- | -- | -- | -- |
| Spelplats | B | H | H | B | H | H | H | B | H | B  | B  | B  | H  | B  | H  | B  | H  | B  | H  | B  | H  | B  | H  | H  | H  | B  | B  | H  | H  | H  | B  | H  | B  | B  | B  | H  | B  | B  | H  | B  | B  | H  |
| Resultat  | V | V | V | V | O | V | V | O | V | F  | V  | V  | V  | F  | O  | O  | O  | V  | V  | O  | V  | O  | V  | V  | V  | O  | V  | V  | V  | V  | V  | V  | V  | O  | O  | V  | O  | V  | V  | O  | O  | V  |
| Position  | 2 | 2 | 1 | 1 | 2 | 2 | 2 | 2 | 1 | 3  | 1  | 1  | 1  | 1  | 3  | 3  | 3  | 3  | 3  | 3  | 2  | 2  | 2  | 2  | 2  | 2  | 2  | 2  | 1  | 1  | 1  | 1  | 1  | 1  | 1  | 1  | 1  | 1  | 1  | 1  | 1  | 1  |

### Ligan, division 1
Leeds matcher i Division 1 under säsongen.
| 1 10 aug 1968 | Southampton FC     | 1 – 3 | Leeds United                      | The Dell       |  |  |
| 15:00         | Charlton 1′ (sjm.) |       | Lorimer 25′ Jones 40′ Hibbitt 63′ | Publik: 25 479 |  |  |
|               |                    |       |                                   |                |  |  |

| 2 14 aug 1968 | Leeds United                              | 4 – 1 | Queens Park Rangers FC | Elland Road    |  |  |
|               | Hibbitt 8′ Giles 57′ Jones 67′ Reaney 88′ |       | Wilks 37′              | Publik: 31 612 |  |  |
|               |                                           |       |                        |                |  |  |

| 3 17 aug 1968 | Leeds United           | 2 – 0 | Stoke City FC | Elland Road    |  |  |
|               | Jones -′ Johanneson -′ |       |               | Publik: 30 383 |  |  |
|               |                        |       |               |                |  |  |

| 4 20 aug 1968 | Ipswich Town FC           | 2 – 3   | Leeds United                       | Portman Road                      |  |  |
|               | Crawford 35′ O’Rourke 46′ | Rapport | Belfitt 1′ O'Grady 23′ Hibbitt 78′ | Publik: 30 382 Domare: R.A. Paine |  |  |
|               |                           |         |                                    |                                   |  |  |

| 5 28 aug 1968 | Leeds United | 1 – 1 | Sunderland FC | Elland Road    |  |  |
|               | Belfitt -′   |       |               | Publik: 37 797 |  |  |
|               |              |       |               |                |  |  |

| 6 31 aug 1968 | Leeds United | 1 – 0 | Liverpool FC | Elland Road    |  |  |
|               | Jones 27′    |       |              | Publik: 38 929 |  |  |
|               |              |       |              |                |  |  |

| 7 7 sep 1968 | Leeds United          | 2 – 1 | Wolverhampton Wanderers FC | Elland Road    |  |  |
|              | Cooper -′ Charlton -′ |       |                            | Publik: 31 227 |  |  |
|              |                       |       |                            |                |  |  |

| 8 14 sep 1968 | Leicester City FC | 1 – 1 | Leeds United | Filbert Street |  |  |
|               |                   |       | Madeley -′   | Publik: 28 564 |  |  |
|               |                   |       |              |                |  |  |

| 9 21 sep 1968 | Leeds United             | 2 – 0 | Arsenal FC | Elland Road    |  |  |
|               | O'Grady 42′ Charlton 48′ |       |            | Publik: 39 946 |  |  |
|               |                          |       |            |                |  |  |

| 10 28 sep 1968 | Manchester City FC      | 3 – 1 | Leeds United | Maine Road     |  |  |
|                | Bell 3′, 30′ player 50′ |       | O'Grady -′   | Publik: 30 382 |  |  |
|                |                         |       |              |                |  |  |

| 11 5 okt 1968 | Newcastle United FC | 0 – 1 | Leeds United | St James Park  |  |  |
|               |                     |       | Charlton -′  | Publik: 41 915 |  |  |
|               |                     |       |              |                |  |  |

| 12 9 okt 1968 | Sunderland FC | 0 – 1 | Leeds United | Roker Park     |  |  |
|               |               |       | Jones -′     | Publik: 33 853 |  |  |
|               |               |       |              |                |  |  |

| 13 12 okt 1968 | Leeds United               | 2 – 0 | West Ham United FC | Elland Road    |  |  |
|                | Giles -′ (str.) Lorimer -′ |       |                    | Publik: 40 784 |  |  |
|                |                            |       |                    |                |  |  |

| 14 19 okt 1968 | Burnley FC                                       | 5 – 1   | Leeds United | Turf Moor      |  |  |
|                | Coates 18′ Casper 20′, 88′ Murray 46′ Kindon 77′ | Rapport | Bremner 23′  | Publik: 26 423 |  |  |
|                |                                                  |         |              |                |  |  |

| 15 26 okt 1968 | Leeds United | 0 – 0 | West Bromwich Albion FC | Elland Road    |  |  |
|                |              |       |                         | Publik: 33 926 |  |  |
|                |              |       |                         |                |  |  |

| 16 2 nov 1968 | Manchester United FC | 0 – 0 | Leeds United | Old Trafford   |  |  |
|               |                      |       |              | Publik: 53 839 |  |  |
|               |                      |       |              |                |  |  |

| 17 9 nov 1968 | Leeds United | 0 – 0 | Tottenham Hotspurs FC | Elland Road    |  |  |
|               |              |       |                       | Publik: 38 995 |  |  |
|               |              |       |                       |                |  |  |

| 18 16 nov 1968 | Coventry City FC | 0 – 1 | Leeds United | Highfield Road |  |  |
|                |                  |       | Madeley 20′  | Publik: 33 224 |  |  |
|                |                  |       |              |                |  |  |

| 19 23 nov 1968 | Leeds United              | 2 – 1 | Everton FC | Elland Road    |  |  |
|                | Giles -′ (str.) E Gray -′ |       |            | Publik: 41 716 |  |  |
|                |                           |       |            |                |  |  |

| 20 30 nov 1968 | Chelsea FC | 1 – 1 | Leeds United | Stamford Bridge |  |  |
|                |            |       | O'Grady -′   | Publik: 43 286  |  |  |
|                |            |       |              |                 |  |  |

| 21 7 dec 1968 | Leeds United     | 2 – 0   | Sheffield Wednesday FC | Elland Road    |  |  |
|               | Lorimer 15′, 60′ | Rapport |                        | Publik: 32 718 |  |  |
|               |                  |         |                        |                |  |  |

| 22 14 dec 1968 | West Ham United FC | 1 – 1 | Leeds United | Upton Park     |  |  |
|                |                    |       | E Gray -′    | Publik: 27 418 |  |  |
|                |                    |       |              |                |  |  |

| 23 21 dec 1968 | Leeds United                                               | 6 – 1   | Burnley FC | Elland Road    |  |  |
|                | Lorimer 2′, 24′ Giles 33′ Bremner 36′ Jones 70′ E Gray 88′ | Rapport | Kindon 55′ | Publik: 31 409 |  |  |
|                |                                                            |         |            |                |  |  |

| 24 26 dec 1968 | Leeds United                       | 2 – 1 | Newcastle United FC | Elland Road    |  |  |
|                | Lorimer -′ (str.) Burton -′ (sjm.) |       |                     | Publik: 42 000 |  |  |
|                |                                    |       |                     |                |  |  |

| 25 11 jan 1969 | Leeds United        | 2 – 1 | Manchester United FC | Elland Road    |  |  |
|                | Jones -′ O'Grady -′ |       |                      | Publik: 48 145 |  |  |
|                |                     |       |                      |                |  |  |

| 26 18 jan 1969 | Tottenham Hotspurs FC | 0 – 0 | Leeds United | White Hart Lane |  |  |
|                |                       |       |              | Publik: 42 396  |  |  |
|                |                       |       |              |                 |  |  |

| 27 24 jan 1969 | Queens Park Rangers FC | 0 – 1 | Leeds United | Loftus Road    |  |  |
|                | Keetch                 |       | Jones 2′     | Publik: 26 163 |  |  |
|                |                        |       |              |                |  |  |

| 28 1 feb 1969 | Leeds United              | 3 – 0 | Coventry City FC | Elland Road    |  |  |
|               | O'Grady -′ Bremner -′, -′ |       |                  | Publik: 32 314 |  |  |
|               |                           |       |                  |                |  |  |

| 29 12 feb 1969 | Leeds United          | 2 – 0   | Ipswich Town FC | Elland Road    |  |  |
|                | Belfitt 24′ Jones 80′ | Rapport |                 | Publik: 24 229 |  |  |
|                |                       |         |                 |                |  |  |

| 30 15 feb 1969 | Leeds United | 1 – 0 | Chelsea FC | Elland Road    |  |  |
|                | Lorimer 58′  |       |            | Publik: 35 789 |  |  |
|                |              |       |            |                |  |  |

| 31 25 feb 1969 | Nottingham Forest FC | 0 – 2 | Leeds United          | City Ground    |  |  |
|                |                      |       | Jones 40′ Lorimer 89′ | Publik: 36 249 |  |  |
|                |                      |       |                       |                |  |  |

| 32 1 mar 1969 | Leeds United                              | 3 – 2 | Southampton FC | Elland Road    |  |  |
|               | Giles -′ (str.) Jones -′ Kirkup -′ (sjm.) |       |                | Publik: 33 205 |  |  |
|               |                                           |       |                |                |  |  |

| 33 8 mar 1969 | Stoke City FC      | 1 – 5 | Leeds United                                | Victoria Ground |  |  |
|               | Burrows 60′ (str.) |       | Jones 11′ Bremner 16′, 34′ O'Grady 63′, 76′ | Publik: 24 327  |  |  |
|               |                    |       |                                             |                 |  |  |

| 34 29 mar 1969 | Wolverhampton Wanderers FC | 0 – 0 | Leeds United | Molineux       |  |  |
|                |                            |       |              | Publik: 27 986 |  |  |
|                |                            |       |              |                |  |  |

| 35 1 apr 1969 | Sheffield Wednesday FC | 0 – 0 | Leeds United | Hillsborough Stadium |  |  |
|               |                        |       |              | Publik: 34 278       |  |  |
|               |                        |       |              |                      |  |  |

| 36 5 apr 1969 | Leeds United | 1 – 0 | Manchester City FC | Elland Road    |  |  |
|               | Giles 63′    |       |                    | Publik: 43 176 |  |  |
|               |              |       |                    |                |  |  |

| 37 9 apr 1969 | West Bromwich Albion FC | 1 – 1 | Leeds United | The Hawthorns  |  |  |
|               | player 4′               |       | E Gray 50′   | Publik: 28 959 |  |  |
|               |                         |       |              |                |  |  |

| 38 12 apr 1969 | Arsenal FC | 1 – 2 | Leeds United        | Highbury       |  |  |
|                | Graham 34′ |       | Jones 14′ Giles 36′ | Publik: 43 715 |  |  |
|                |            |       |                     |                |  |  |

| 39 19 apr 1969 | Leeds United       | 2 – 0 | Leicester City FC | Elland Road    |  |  |
| 15:00          | Jones -′ E Gray -′ |       |                   | Publik: 46 508 |  |  |
|                |                    |       |                   |                |  |  |

| 40 22 apr 1969 | Everton FC | 0 – 0 | Leeds United | Goodison Park  |  |  |
|                |            |       |              | Publik: 59 000 |  |  |
|                |            |       |              |                |  |  |

| 41 28 apr 1969 | Liverpool FC | 0 – 0               | Leeds United | Anfield Road                     |  |  |
| 15:00          |              | Rapport 1 Rapport 2 |              | Publik: 53 750 Domare: A. Dimond |  |  |
|                |              |                     |              |                                  |  |  |

| 42 30 apr 1969 | Leeds United | 1 – 0 | Nottingham Forest FC | Elland Road    |  |  |
| 15:00          | Giles 84′    |       |                      | Publik: 46 508 |  |  |
|                |              |       |                      |                |  |  |

### FA-cupen
Leeds matcher i FA-cupen under säsongen.
| 3:e omgången 4 jan 1969 | Sheffield Wednesday FC | 1 – 1 | Leeds United       | Hillsborough Stadium |  |  |
| 15:00                   | Ritchie 42′            |       | Lorimer 18′ (str.) | Publik: 52 111       |  |  |
|                         |                        |       |                    |                      |  |  |

| 3:e omgången, omspel 8 jan 1969 | Leeds United  | 1 – 3   | Sheffield Wednesday FC              | Elland Road    |  |  |
| 19:45                           | Johanneson 8′ | Rapport | Woodall 36′ Woodall 48′ Ritchie 85′ | Publik: 48 234 |  |  |
|                                 |               |         |                                     |                |  |  |

### UEFA-cupen
Leeds matcher i UEFA-cupen under säsongen.
| 1:a omg, 1:a matchen 18 sep 1968 | Standard Liège | 0 – 0   | Leeds United | Stade de Sclessin, Liège       |  |  |
| 19:45                            |                | Rapport |              | Publik: 35 000 Domare: G Kunze |  |  |
|                                  |                |         |              |                                |  |  |

| 1:a omg, 2:a matchen 23 okt 1968 | Leeds United                         | 3 – 2 (totalt 3 – 2) | Standard Liège         | Elland Road    |  |  |
| 19:45                            | Charlton 52′ Lorimer 72′ Bremner 88′ | Rapport              | Kostedde 41′ Galic 51′ | Publik: 24 178 |  |  |
|                                  |                                      |                      |                        |                |  |  |

| 2:a omg, 1:a matchen 13 nov 1968 | Leeds United      | 2 – 0   | SSC Napoli | Elland Road    |  |  |
| 19:45                            | Charlton 23′, 25′ | Rapport |            | Publik: 26 967 |  |  |
|                                  |                   |         |            |                |  |  |

| 2:a omg, 2:a matchen 27 nov 1968 | SSC Napoli | 2 – 0 (e fl) (totalt 2 – 2) | Leeds United                | Stadio San Paolo, Neapel          |  |  |
| 19:45                            |            | Rapport                     | Sala 82′ Juliano 84′ (str.) | Publik: 15 000 Domare: R Glockner |  |  |
|                                  |            |                             |                             |                                   |  |  |

| 3:e omgången, 1:a matchen 18 dec 1968 | Leeds United                                        | 5 – 1   | Hannover 96     | Elland Road    |  |  |
| 19:45                                 | O'Grady 4′ Hunter 35′ Lorimer 52′, 64′ Charlton 62′ | Rapport | Hellingrath 86′ | Publik: 25 162 |  |  |
|                                       |                                                     |         |                 |                |  |  |

| 3:e omgången, 2:a matchen 4 feb 1969 | Hannover 96  | 1 – 2 (totalt 7 – 2) | Leeds United                | AWD-Arena, Hannover |  |  |
| 19:45                                | Heynckes 87′ | Rapport              | Belfitt 5′ Jones 16′ Cooper | Publik: 15 000      |  |  |
|                                      |              |                      |                             |                     |  |  |

| 4:e omgången, 1:a matchen 5 mar 1969 | Leeds United | 0 – 1   | Ujpest Dozsa | Elland Road    |  |  |
| 19:45                                |              | Rapport | A. Dunai 71′ | Publik: 30 906 |  |  |
|                                      |              |         |              |                |  |  |

| 4:e omgången, 2:a matchen 19 mar 1969 | Ujpest Dozsa                 | 2 – 0 (totalt 0 – 3) | Leeds United | Népstadion, Budapest |  |  |
| 19:45                                 | Solymosi 64′ (str.) Bene 75′ | Rapport              |              | Publik: 40 000       |  |  |
|                                       |                              |                      |              |                      |  |  |

### Ligacupen
Leeds matcher i Ligacupen under säsongen.
| 2:a omgången 4 sep 1968 | Leeds United | 1 – 0 | Charlton Athletic FC | Elland Road    |  |  |
| 19:45                   | Jones -′     |       |                      | Publik: 18 860 |  |  |
|                         |              |       |                      |                |  |  |

| 3:e omgången 25 sep 1968 | Leeds United                | 2 – 1 | Bristol City FC | Elland Road    |  |  |
| 19:45                    | Johanneson -′ Johanneson -′ |       | player -′       | Publik: 16 359 |  |  |
|                          |                             |       |                 |                |  |  |

| 4:e omgången 16 okt 1968 | Crystal Palace FC       | 2 – 1 | Leeds United | Selhurst Park  |  |  |
| 19:45                    | player 1 -′ player 2 -′ |       | Madeley -′   | Publik: 26 217 |  |  |
|                          |                         |       |              |                |  |  |

### Försäsong/Träningsmatcher
Leeds spelade följande träningsmatcher innan säsongen.
| 5 aug 1969 | Celtic FC         | 1 – 2 | Leeds United          | Hampden Park   |  |  |
|            | player 30′ (str.) |       | Giles 60′ Lorimer 75′ | Publik: 75 000 |  |  |
|            |                   |       |                       |                |  |  |